# Възнесение Господне (Райчиловци)
„Възнесение Господне“ или „Свети Спас“ (на сръбски: Храм Вазнесења Господњег) е православна църква в босилеградското село Райчиловци, югоизточната част на Сърбия. Част е от Вранската епархия на Сръбската православна църква.
Църквата е издигната източно от селото на плато на 100 m над река Драговищица. Представлява еднокорабен храм с притвор. На западната фасада има надпис: „1897 настоятель и надзиратель при постройката на черквата Пенчо Станковъ. Почната 1897.“ и втори: „Свршена е 1899 съ съгласието на жителите от Село Райчиловци.“ Иконостасът с 49 икони е дело на майстор Иван Константинов, който се е подписал на престолната икона на Света Богородица „ЖИВОПИСЕЦ ИВАН КОСТАДИНОВ 14. ДЕК. 1899.“.
Източно от храма има смятано за чудотворно аязмо, а на юг има дървена камбанария с камбана, отлята в Пловдив в 1872 година.
Местните жители разказват, че църквата е издигната на мястото, където някога били убити кралете Бусил и Бранко (именно с Бусила се свързва названието на близкия Босилеград, а не както често погрешно се смята с билката босилек). При изкопаването на основите на храма действително са открити два гроба.
Църквата е напълно обновена с пари от сръбската държава в 2005 – 2010 година.